# درژکووا
درژکووا (به چکی: Držková) یک منطقهٔ مسکونی در جمهوری چک است که در ناحیه زلین واقع شده‌است. درژکووا ۲۰٫۸۶ کیلومتر مربع مساحت و ۳۵۶ نفر جمعیت دارد و ۳۷۸ متر بالاتر از سطح دریا واقع شده‌است.